# رتیکولین
رتیکولین (به انگلیسی: Reticuline) با فرمول شیمیایی C۱۹H۲۳NO۴ یک ترکیب شیمیایی با شناسه پاب‌کم ۴۳۹۶۵۳ است. که جرم مولی آن ۳۲۹٫۳۹ g/mol می‌باشد. 